# Else Lohmann

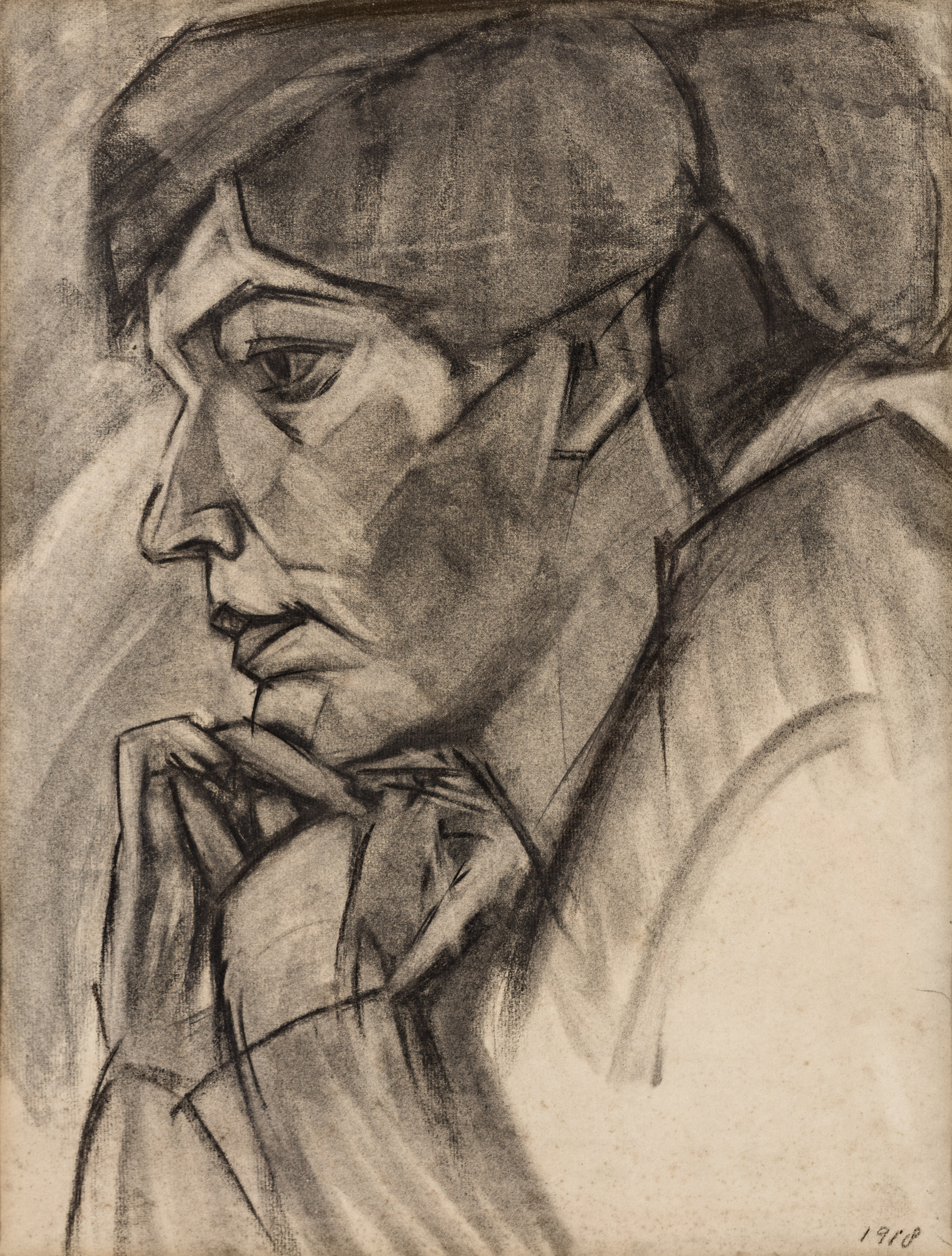

Else Lohmann (* 29. August 1897 in Bielefeld; † 25. Juni 1984 in Baarn, Niederlande), vollständiger Name: Elisabeth Emilie Lohmann-van der Feer Ladèr, war eine Malerin des Expressiven Realismus.

## Kindheit und Jugend
Elisabeth Emilie Lohmann wurde am 29. August 1897 in Bielefeld geboren. Ihre Eltern waren der Fabrikant und Gründer Karl Christian Lohmann (Lohmann Werke AG, eine Fabrik für Fahrzeuglampen, Fahrradsättel, Hilfsmotoren und Reisekoffer) und seine Ehefrau Fanny Helene geb. Bensen, die aus Bückeburg stammte. Ihre Eltern lebten bis 1896 in London, dort kamen auch ihre drei älteren Geschwister zur Welt. Else Lohmann wuchs mit vier Geschwistern (ihr jüngerer Bruder Rudolf wurde 1904 geboren) in einem künstlerisch interessierten liberal-protestantischen Elternhaus auf und fing schon als Kind an zu zeichnen.
Nach dem Schulabschluss am Ceciliengymnasium Bielefeld besuchte Lohmann ein Töchterpensionat in Dresden, wo eine Tante lebte und sie ihre ersten Malstunden erhielt. In Dresden lernte sie die modernen Kunstströmungen kennen und entdeckte in den Museen der Stadt die alten Meister wie Rembrandt, Tizian und Raffael. Am 11. November 1914 schrieb sie ihren Eltern:

„Wir haben hier jede Minute, fast Sekunde ausgefüllt. Keinen freien Augenblick, höchstens einige kurze Minuten vor und nach dem Essen! Aber das gefällt mir! […] Das Malen macht mir viel Spaß. Ich würde Adolf gern mal was schicken, aber das Geld ist zu knapp. Ich habe nur noch 3 Mk. und muß noch 3mal Wäsche bezahlen. 3mal Geburtstage à 50 Pfennig. – Scheußlich!“

Nach einem Jahr kehrte Else Lohmann für kurze Zeit nach Bielefeld zurück und besuchte dort die Kunstgewerbeschule, an der Ludwig Godewols die Malklasse leitete. Gertrud Kleinhempel, später die erste Professorin Preußens, war eine ihrer Lehrerinnen. Nur wenig später zog sie erneut nach Dresden.
Als Frau war ihr ein reguläres Studium an einer Kunstakademie bis zum Ende des Ersten Weltkriegs verwehrt. Daher blieb ihr nur der Besuch einer privaten Malschule. Wie viele andere spätere Künstlerinnen (Ilse Heller-Lazard, Florence Henri, Thea Hucke, Minna Köhler-Roeber, Karen Schacht) lernte sie ab 1916 bei dem Landschaftsmaler Johann Walter-Kurau (1869–1932) die Ölmalerei, folgte ihm bei Ende 1916 jedoch nicht wie einige seiner Schüler von Dresden nach Berlin, sondern kehrte zunächst erneut nach Bielefeld zurück. Erst nachdem ihr Vater Karl überraschend am 7. November 1916 gestorben war, ging sie zu ihrem Lehrer nach Berlin. Am 13. Januar 1917 schrieb Johann Walter-Kurau an Else Lohmann:

„Mit großer Freude habe ich in Ihren Zeilen von der Möglichkeit gelesen, Sie arbeitend hier in Berlin zu sehen […] Das große Berlin soll Sie nicht schrecken – ich hoffe Sie sehr stark zu beschäftigen und freue mich sehr auf Ihre Fortschritte, denn ich bin fest überzeugt, daß ich aus Ihnen sehr bald einen glänzenden Maler machen kann, weil Sie das »Nöthigste« doch schon mitbringen.“

Obwohl der ursprünglich aus Jelgava in Lettland stammende Meister ihre Malweise stark beeinflusst hatte, entwickelte sie von da an einen eigenen, expressiven Stil, der sich eher an Paula Modersohn-Becker oder den Malern der Künstlergruppe Brücke orientierte. Die Konzentration der Malklasse Walter-Kuraus galt der Landschafts- und Porträtmalerei. Viele kleinformatige Arbeiten entstanden unterwegs auf Ausflügen in die Natur, vorwiegend in der näheren Umgebung und in der Fränkischen Schweiz.
Ihr Leben als Malschülerin in Berlin genoss sie: „Es war eine tolle Zeit. Ich habe die schönsten Ausstellungen gesehen, erlebte die bedeutendsten Künstler von damals, sie saßen alle im Berliner Café des Westens.“ Ihre künstlerische Schaffensphase von 1917 bis 1921 kann als ihre Blütezeit angesehen werden.

## Heirat und Leben in den Niederlanden
1921 unternahm Else Lohmann gemeinsam mit ihrer Mutter eine Reise nach Italien. In Rom lernte sie den niederländischen Kunstsammler Cees van der Feer Ladèr kennen, den sie 1922 in Amsterdam heiratete. Sie brachte eine erhebliche Mitgift mit in die Ehe, so dass ein repräsentatives Gut bei Hulshorst in den Niederlanden gekauft werden konnte. 1923 kam ihre Tochter Beatrice, 1926 ihr Sohn Harold zur Welt. Ihr Mann Cees hatte wenig Interesse an moderner Malerei, so dass die Erziehung ihrer beiden Kinder und die Führung eines großen Haushalts im Mittelpunkt standen. In den nächsten Jahren entstanden nur einige, weniger bedeutende Arbeiten. Ab 1934 bis zu ihrem Tod lebte Lohmann in Baarn.

## Zweite Schaffensphase in den 1950er Jahren und Wiederentdeckung ihres Werks
Nachdem ihr Ehemann 1951 gestorben war, erlebte Else Lohmann eine zweite Schaffensphase. Viele ihrer Bilder, hauptsächlich farbenfrohe Guachen, Aquarelle, Zeichnungen und Skizzen, entstanden auf ihren Reisen in den Niederlanden und in den Süden Europas. In den Niederlanden stellte sie in Galerien und Kulturhäusern aus. In ihrer deutschen Heimat entdeckte man sie erst spät. In Bielefeld zeigte die Galerie Jesse 1980 eine Ausstellung ihrer Werke, die sie noch selbst besuchte. 1983 waren Bilder von ihr in einer Gruppenausstellung in der Kunsthalle Bielefeld zu sehen.
Ein Jahr später starb Else Lohmann am 25. Juni 1984 in Baarn in den Niederlanden.
In den 1990er Jahren wurden viele Künstlerinnen ihrer Generation wiederentdeckt. Das Verborgene Museum in Berlin widmete ihr 1991 eine Einzelausstellung.
Anlässlich der Kunstausstellung zum 140. Geburtstag Johann Walter-Kuraus wurden 2009 neben seinen Arbeiten auch Bilder seiner Malschülerinnen Else Lohmann, Minna Köhler-Roeber, Ilse Heller-Lazard und Eva Langkammer in Jelgava/Lettland und Berlin gezeigt.
Sie hinterließ ein umfangreiches, nicht katalogisiertes Werk von mehreren Hundert Bildern und Skizzen, die in der ganzen Welt verteilt sind. Aus ihrem Nachlass sind noch einige bedeutende Bilder im Besitz der Familie Lohmann/Heise geblieben.

## Werke (Auswahl)
- 1915: Die Sparrenburg in Bielefeld. Linolschnitt auf Papier, 22 × 29,5 cm (ältestes erhaltenes Werk Lohmanns)[2]
- 1916: Dresden. Öl auf Pappe, 25 × 34 cm[3]
- 1919: Frau mit Hut[4]
- 1919: Weiblicher Akt[5]
- 1920: Frau im Lehnstuhl. Porträt Madeleine Christiansen-Hebroni. Öl auf Leinwand, 72 × 62 cm[6]
- 1961: Etna. Kreide und Filzstift auf Papier, 20,5 × 25,5 cm[7]

## Ausstellungen (Auswahl)
- 1977: Malerkreis Baarn, Niederlande
- 1981: Galerie Jesse, Bielefeld
- 1983: Malerei und Graphik 1900–1933, Kunsthalle Bielefeld

(posthum)
- 1986: Retrospektive Einzelausstellung: Else Lohmann, Museum Waldhof (Bielefeld)
- 1991: Else Lohmann: Die Berliner Jahre 1917–1921, Frauenforschungs-, -bildungs- und -informationszentrum e.V. (Berlin)
- 2011: Ich im Aufbruch. 50 Maler des Expressiven Realismus, Städtische galerie ada (Meiningen)
- 2016: Eine Malerin aus Bielefeld: Else Lohmann, Kunsthalle Bielefeld, Ausstellungsdauer 17. November 2016 bis 30. März 2017
- 2017: Else Lohmann – Gouachen, Zeichnungen, Skizzen, Galerie Kunstraum Rampe, Bielefeld, Ausstellungsdauer 5. Februar bis 4. März 2017